# Aldea de Tejada
Aldea de Tejada es una localidad del municipio de Escacena del Campo, en la provincia de Huelva, comunidad autónoma de Andalucía (España).

## Situación
Está situada junto a la carretera que une Escacena con la localidad sevillana de Aznalcóllar.

## Datos básicos
Es un poblamiento mayoritariamente disperso, aunque al pie de la muralla el adosamiento de varias viviendas y una ermita forman una calle. Conserva diversos restos arqueológicos de la antigua ciudad de Tejada sobre cuyo solar y huertas se asienta. Conserva también los restos de un antiguo castillo almohade. 
Todos los años se celebra en la Aldea de Tejada, a mitad del mes de mayo, la romería de San Isidro en la ermita dedicada a dicho santo y erigida por la Hermandad de labradores en la década de los 50 del siglo XX.